# Наступление в северо-западной Сирии (апрель–июнь 2015)
Наступление в северо-западной Сирии (2015) — сражение между силами сирийской оппозиции и правительственными войсками в провинциях Идлиб и Хама в ходе гражданской войны в Сирии.
Наступление шло по трем направлениям. На двух главных направлениях действовали силы группировок Ахрар аш-Шам, Фронт ан-Нусра и другие исламистские фракции, входящие в «Армию завоевания». Кроме того, в наступлении участвовали силы Свободной армии Сирии (англ. Free Syrian Army, FSA). При этом командование FSA заявило, что совместные военные действия с исламистскими группами, такими как Фронт ан-Нусра, не означают совпадения политических взглядов.
В течение нескольких дней силы оппозиции занялли г. Джиср-эш-Шугур, и после этого — базу сирийской армии. Успеху наступления способствовала хорошая координация действий отдельных отрядов оппозиции. Тем не менее обе враждующие стороны понесли высокие потери.